# Barcin-Wieś
Barcin-Wieś is een plaats in het Poolse district  Żniński, woiwodschap Koejavië-Pommeren. De plaats maakt deel uit van de gemeente Barcin en telt 392 inwoners.